# جائزة بلنسية الكبرى للدراجات النارية 1999
جائزة بلنسية الكبرى للدراجات النارية 1999 هو سباق دراجات نارية أقيم بتاريخ 19 سبتمبر 1999 في حلبة ريكاردو تورمو. كان الجولة الثانية عشر من أصل 16 في سباق الجائزة الكبرى للدراجات النارية موسم 1999. فاز الفرنسي ريجيس لاكوني بفئة 500 سي سي بينما جاء الأمريكي كيني روبرتس جونيور في المركز الثاني وحصل على المركز الثالث الأسترالي غاري ماكوي.

## وصلات خارجية
- الموقع الرسمي